# نوت
نوت (به انگلیسی: Nut) از ایزدان ۹ گانه مصر باستان (هلیوپولیتان‌ها) می‌باشد. یونانیان او را گاه با رئا (به انگلیسی: Rhea) یکی می‌گرفتند. او ایزد بانوی آسمان بود، اما در این نکته بحث هست که در اعصار تاریخی برای او آیین ویژه‌ای وجود داشته‌است یا نه. او خواهر همزاد گب بود و میپنداشتند که به رغم ارادهٔ راع، پنهانی با او ازدواج کرد. راع خشماگین به واسطهٔ شو این زوج را سرسختانه از هم جدا کرد و آن گاه فرمان داد که نوت نباید در هیچ ماهی از سال فرزندی به دنیا آورد. بنا به گفته پلو تارک، توث بر او دل سوزاند و با ماه به نوعی بازی شطرنج پرداخت و در طول چند بازی توانست هفتاد و دومین بهر نور ماه را به چنگ آورد که از آن پنج روز نو پدید آمد. از ان جایی که این پنج روز افزوده، جزو گاه شمار رسمس سی صد و شصت روزهٔ مصر به‌شمار نمی‌رفت، نوت توانست پنج فرزند به دنیا آورد : ست، نفتیس، اوزیریس، ایزیس و هوروس .

## ظاهر نوت
ایزدبانوی آسمان اغلب به گونهٔ زنی با بدن کشیده نشان داده می‌شود که با نوک پاها و سرانگشتان زمین را لمس می‌کند، در حالی که شکم ستاره گونش به وسیلهٔ شو بالا نگه داشته شده، طاق آسمان را تشکیل می‌دهد. او همچنین گاهی به پیکر ماده گاوی ظاهر می‌شود و در این شکل است که به فرمان نو، راع را در آسمان میزاید و پس از آن تصمیم به ترک اعمال شورش گرانهٔ خود میگیرد. ماده گاو وظیفه شناس، فرمان بردارانه بر پاهای خویش بلند می‌شود، آن گاه بلندتر و بلندتر می‌شود تا حالت گیجی به او دست می‌دهد. لازم بود برای هر یک از پاهایش ایزدی بگمارد تا آن‌ها را مستحکم نگاه دارند. این پاها خود به چهار ستون آسمان مبدل شدند. با وجود این، شو شکم او را نگاه داشت، که بعدها به آسمان مبدل شد و راع، ستارگان و صورت فلکی را بر ان نصب کرد تا بر زمین بتابند.

## نگاهبان مردگان
وقتی که نوت را به شکل چهره‌ای زنانه تصویر می‌کردند، اغلب گلدان مدوری بر سرش می‌گذاردند که معنی نگار نامش بود. او نگاهبان مردگان بود و بارها می‌بینیم که سرنوشت مردگان به دست اوست. بدن ستاره گونش درون تابوت سنگی (و زیر درپوش) طوری نقش گردیده که روی شخص مومیایی قرار می‌گیرد و نگاهی مادرانه بدو می‌دوزد.